# マンデータイガースTV
マンデータイガースTVは、GAORAで2010年3月25日から放送する阪神タイガースを題材にした番組。（初回は木曜日。題名どおりのレギュラーの月曜日での放映は3月29日以後）野球シーズンに併せて原則3月末から10月末放送
2002年から2009年の8シーズン放送された亀ちゃんのタイガースに檄!を発展解消してリニューアルする。番組のコンセプトとしては阪神タイガースの試合のハイライトや亀山努による選手インタビュー、ファーム情報などを予定している。

## 放送日時
- 初回　月曜22時から22時30分
- 再放送　火曜日に1-2回程度

2011年度（シーズン2）から、毎月最終月曜とその翌日の放送は45分拡大編となる

## 出演
- MC 亀山つとむ
- 進行アシスタント　松本麻衣子（毎日放送アナウンサー）

以上2名は2009年度のタイガースに檄!シーズン8から継続出演
- 週代わりコメンテーター

### これまでに登場したコメンテーター
MBS専属解説者
- 中村勝広
- 太田幸司（週によってこの次の番組「週刊ファイターズTV」の解説に回る日もある）
- 平田勝男（2011年就任）

GAORA専属解説者
- 福間納（2010年。現・オリックス・バファローズコーチ）

その他
- 中根俊朗（スポーツニッポン新聞社大阪本社記者）
- 谷川浩司（将棋）
- 宮本勝浩（大学教授・エコノミスト）

## 内容
- 「ダイヤモンドハイライト」　前週のタイガース戦の試合についてのハイライト。原則各球団製作の公式映像を使用（MBSで中継したものはMBSの中継映像を使う場合もある）
- 「亀山目線」そのダイヤモンドハイライトのコーナーで取り上げた試合から、亀山が特に印象に残ったプレー・試合について更に深く解説する（2011年度より）
- 「フィーチャーオン」　亀山による選手インタビュー
- 「アイ・オブ・ザ・タイガース」　解説者が見たタイガースの課題など
- 「マンスリーファーム」　（2011年より最終週の放送のみ）　松本がファームで活躍する有望株の選手へインタビューする
- 「ウィークリーカウントダウン」